# Група јужнодалматинских НОП одреда
Група јужнодалматинских НОП одреда је био партизанска формација у саставу Народноослободилачке војске и партизанских одреда Југославије током Другог светског рата у Југославији.

## Историјат
Формирана је 3. јануара 1944. од Неретванског, Макарског и Имотског НОП одреда . Макарски одред дејствовао је између Макарске и реке Цетине, Неретвански између Метковића и Плоча и Имотски одред у имотском крају. Крајем јануара Група одреда је имала 213 бораца. Након успешног напада на усташку посаду у Комину (заробљено 12 усташа и 1 брод од 20 тона носивости) 6. јануара 1944, немачке снаге из Плоча и Макарског приморја, јачине око 800 војника, напале су 25. јануара 1944. Групу одреда, која је после тродневних борби успела да се одржи на Биокову. Ноћу 7/8. фебруара, сва три одреда су се прикупила и безуспешно напала немачке посаде у Шаранцу и Козици. Немачке снаге су од 18. до 21. фебруара 1944. поновно безуспешно напале положаје одреда у средњем делу Биокова. Имотски одред је од 25. фебруара до 3. марта, успешно водио борбе са усташком милицијом по селима и изводио диверзантске акције на комуникацијама. У другој половини марта и почетком априла усташе, домобрани и Немци, у јачини од око 2500 војника, упали су из Вргорца, Плоча, Бачине и Плине на јужни део тог подручја, обрачунавајући се веома свирепо са становништвом дуж доњег тока Неретве и у околини Имотског. Одреди су били потиснути са те територије, али су се ускоро поновно вратили. У периоду од 10. марта до 10. априла 1944. уништили су 14 камиона и 2 тенка, а од 10. априла до 10. маја 1944. извршили су 40 мањих акција. јединице 37. допунског пука немачке 118. дивизије безуспешно су напале 25. и 26. маја, на јужном делу Биокова, главне снаге Групе одреда Задњих двадесет дана маја Група одреда је успешно извела 33 акције, и поред осталог, уништила 1 локомотиву и 8 вагона на прузи Плоче—Метковић, 2 моторна чамца на Неретви и 10 камиона на путевима. У наредном месецу Група одреда је појачала активност и извела око 113 акција када је уништила: 42 камиона, з тенка, 3 локомотиве и 17 вагона. Крајем јуна из Макарске, Загвозда и Граховца око 1000 немачких војника безуспешно су напали Макарски и делове Имотског одреда. Нови, до тада највећи напад, изведен је са око 4000 војника немачке 118. дивизије од 7. до 11. августа на подручју Козице и Задварја, али су одреди успели да се одрже. Због значаја тог подручја за предстојеће операције са острва формирана је 12. августа из састава Макарског и Имотског одреда Група биоковских ударних батаљона (поменута два одреда престала су да постоје). Ускоро је формиран Биоковски НОП Одред , а од Љубушког батаљона и нових бораца око 10. селтембра формиран је нови Западно-херцеговачки НОП одред. Тих дана Група одреда је имала 1171 бораца. Тако ојачане преносила је дејства на леву обалу Неретве и ка западним крајевима Херцеговине. У септембру и октобру вршила је јак притисак на комуникације дуж Неретве. Дејствима Групе ударних батаљона крајем септембра отежано је пребацивање немачког 750. пука 118. дивизије према северу, због чега су Немци 29. септембра напали од Пролога, Љубушког и Вида снаге Групе одреда и у борбама до 6. октобра одбацили их од комуникација. Јединице  Група одреда су 9/10. октобра напале делове 6. усташког здруга на ивици Имотског поља, а 12/13. октобра разбиле чету Немаца из 738. пука у Загвозду. После тога Група одреда је осигуравала мостобран на обали где су се искрцали делови 26. дивизије. Група је расформирана 10. новембра 1944. а њени борци попунили су јединице 9. и 26 дивизије, док је Западнохерцеговачки одред пре тога стављен под команду 29. херцеговачке дивизије.